# Fluvicola
Fluvicola és un gènere d'ocells de la família dels tirànids (Tyrannidae). Agrupa espècies originàries d'Amèrica del Sud i part d'Amèrica Central, les àrees de distribució de les quals es troben des de l'est de Panamà, fins al nord de l'Argentina.

## Descripció
Les espècies d'aquest gènere són un atractiu trio de tirànids de patró ben marcat, essencialment negres i blancs, mesurant entre 13 i 14,5 cm de longitud, són conspicus a prop d'aigua, on sovint s'ajunten amb el tirà capblanc (Arundinicola leucocephala).

## Taxonomia
El gènere va ser introduït pel naturalista anglès William Swainson el 1827. Va designar l'espècie tipus com el tirà torrenter emmascarat (Fluvicola nengeta) el 1831.
Els amplis estudis geneticomoleculars realitzats per Tello et al. (2009) van descobrir una quantitat de relacions noves dins de la família Tyrannidae que encara no estan reflectides en la majoria de les classificacions. Seguint aquests estudis, Ohlson et al. (2013) van proposar dividir Tyrannidae en cinc famílies. Segons l'ordenament proposat, Fluvicola roman a Tyrannidae, en una subfamília Fluvicolinae (Swainson, 1832-33), en una tribu Fluvicolini (Swainson, 1832-33), juntament amb part de Myiophobus, Colorhamphus, Sublegatus, Pyrocephalus, Ochthoeca, Arundinicola, Gubernetes, Alectrurus i provisòriament, Muscipipra.
El nom genèric Fluvicola es compon de les paraules del llatí «fluvius, fluvii» que significa “riu”, i «colere» que significa “que habita”.
Segons la Classificació del Congrés Ornitològic Internacional (versió 15.1, 2025) aquest gènere està format per tres espècies:
- Fluvicola pica - tirà torrenter alablanc.
- Fluvicola albiventer - tirà torrenter dorsinegre.
- Fluvicola nengeta - tirà torrenter emmascarat.